# Dudu, Teleorman
Dudu este un sat în comuna Plopii-Slăvitești din județul Teleorman, Muntenia, România. Se află în partea de vest a județului,  în Câmpia Boianului. La recensământul din 2002 avea o populație de 925 locuitori. Biserica din sat, cu hramul „Adormirea Maicii Domnului" a fost construită în 1837 și are statut de monument istoric (cod: TR-II-m-B-14339).